# Domeykos
 (novembre 2023).
Domeykos profetaensis
Genre
Espèce
Domeykos est un genre fossile de poissons à nageoires rayonnées de la famille également fossile des Varasichthyidae qui vivaient lors de l’Oxfordien du Jurassique supérieur. Une seule espèce est connue, Domeykos profetaensis.

## Description
Domeykos profetaensis est un poisson à la forme élancée et présentant une toit crânien plat. Sa taille atteint pratiquement 17 cm dont le tiers pour la tête.

## Classification
Le genre Domeykos et l'espèce Domeykos profetaensis ont été décrits en 1985 par Gloria Arratia (d) et Hans-Peter Schultze (d),

## Étymologie
Le nom générique, Domeykos, fait référence à la Cordillera Domeyko (en) où les fossiles ont été découverts.
L'épithète spécifique, profetaensis, composée de profeta et du suffixe latin -ensis, « qui vit dans, qui habite », a été donnée en référence à la localité Quebrada El Profeta, dans la Cordillera Domeyko.

## Publication originale
- (en) Gloria Arratia et Hans-Peter Schultze, « Late Jurassic teleosts (Actinopterygii, Pisces) from northern Chile and Cuba », Palaeontographica Abteilung A., Allemagne, vol. 189, nos 4-6,‎ 1985, p. 29-61 (lire en ligne).